# Sonja Radović Jelovac
Sonja Radović Jelovac (Titograd, 23. april 1973) interdiciplinarni je arhitekta iz Crne Gore. Bavi se istraživanjima iz oblasti ekološkog urbanizma, rezilijentnog adaptivnog urbanog dizajna i strateškog planiranja. Eksperimentalno transdicipinarni pristup uspješno primjenjuje kroz rad u arhitektonskom birou „Studio Synthesis architecture&design”, čiji je osnivač i vodeći arhitekta i kroz projektna istraživanja u Naučnoj ustanovi Naučni inistutut „Panarchy 11 – Research for Resilinece” čiji je takođe osnivač.

## Biografija
Diplomirala je 1998. godine na Arhitektonskom fakultetu Univerziteta u Beogradu i doktorirala iz oblasti ekološkog projektovanja i planiranja na Univerzitetu „” u Rimu.
Dobitnica je stipendije za Magistarske studije Univerziteta „” u Rimu na Arihtektonskom fakultetu Ludovico Quaroni gdje je magistrirala na katedri za „Planiranje, uredjenje i rekvalifikaciju urbanih pristora zemalja u razvoju” 2005. godine. Dobitnica je 2005. godine posebnog priznanja u kategoriji „Urbanizam” na 27. Salonu arhitekture u Beogradu, u Muzeju primenjene umetnsti, za magistraski rad „Urbanistički projekat urbane i ambijentalne rekvalifikacije obala rijeke Morače u Podgorici” za „doprinos istraživanju kreativnih predloga karakterizacije i integracije javnih gradskih prostora u osetljivim urbanim ambijentima rečnih priobalja”.
Od 2005. do 2008. godine je bila angažovana kao saradnik u nastavi na Arhitektonskom fakultetu u Podgorici, na odsjeku Arhitektura unutrašnjeg prostora u klasi profesora Aleksandra Radojevića. Kao dobitnica internacionalne stipendije Univerziteta „” u Rimu, doktorirala je 2015. godine. U okviru svoje doktorske teze „Projective Resilinece assessment for water sensitive adaptive urban design” daje autentični doprinos naučnom progresu na polju savremenih istraživanja u oblasti novih paradigmi u adaptivnom projektovanju i ekološkom urbanom dizajnu, kroz prizmu kolaborativne rezilijentnosti. U toku doktorskih istraživanja sarađivala je sa Politecnico di Milano i Arhitektonskim fakultetom Univerziteta u Beogradu, u periodu od 2014. do 2015. godine. Bila je angažovana kao gostujući profesor na Arhitektonskom fakultetu u Podgorici na predmetu Urbani dizajn (2014—2016) i na Univerzitetu u Trentu u Italiji (2018).
U ulozi kustoskinje 16. Bijenala arhitekture u Veneciji konceptualizuje temu „Emerging Resilinece” sa predlogom fokusa na širem istraživačkom okviru Projekta predstavljanja Crne Gore pozivajući se na nužnost instrumentalizacije principa rezilijentnosti u lokalnom kontekstu: Kroz multimodalno razumjevanje principa rezilijentntnosti, kroz sistemsko razmišljanje i prosesno orijentisane pristupe, kroz rezilijentnost kao metafore i nove integrative paradigme predvodi internacionalni autorski tim. Za Komesara i selektora za Crnu Goru Balkanskog arhitektonskog bijenala - BAB u Beogradu, imenovana je 2019, 2021. i 2023. godine.
Urednica je i ko-autorka Monografije „EMERGING RESILINECE. Reimagining voids through sharing values” koja predstavlja svjedočenje o cjelokupnom istraživačkom procesu i sastavni je deo Projekta predstvaljanja Crne Gore na 16. Bijenalu arhitekture u Veneciji 2018. godine.
Istraživanja na polju novih kolaboracija za adaptivni i rezilijentni urbani dizajn, ekološki i pejzažni urbanizam, nastavlja kroz niz aktuelnih transdiciplinarnih istraživanja „Projective Waterscape”, zatim istraživanja „Botanical Glossary of Montenegro. Where Science meets Art”, „Resilient River Park - Living LAB Breza”, „Nature and nurture” - Sinergija ekološkog i pejzažnog urbanizma kroz prizmu permaculture, „Collaborative design and scale question” i dr.
Jedna je od osnivačica ŽAD-a Ženskog arhitektonskog društva u Beogradu, članica IKCG Inženjerske komore Crne Gore, predsjednica Upravnog odbora Društva prijatelja Kolašina, članica je SACG-a Saveza arhitekata Crne Gore, članica Naučnog odbora BAB-a Balkanskog arhitektonskog bijenala i bila je članica Savjeta Muzeja Savremene umjetnosti Crne Gore 2023. godine i dr.
Govori italijanski i engleski jezik. Živi i stvara u Podgorici, u braku sa Dušanom Jelovcem ima dvoje dece Andriju i Anu.

## Obrazovanje
- 1998. - Arhitektonski fakultet Univerziteta u Beogradu, diplomirani inženjer arhitekture.
- 2003. - Dobitnica stipendije za Magistarske studije Univerziteta „” u Rimu.
- 2004. - Magistar nauka, Univerzitet „” u Rimu, Arhitektonski fakultet „Ludovico Quaroni”, katedra za Planiranje, uređenje i rekvalifikaciju urbanih prostora zemalja u razvoju.
- 2010 – Dobitnica internacionalne stipendije za doktorske studije na Univerzitetu „La Sapienza”.
- 2011 — 2015 - Univerzitet „” u Rimu, pohađala doktorske studije „Dottorato di Ricerca in Progettazione Ambientale”, u departmanu ITACA/DATA/PDTA. Naslov doktorske teze: „PRAAUD - Projective Resilience Assessment for water sensitive Adaptive Urban Design”. Podnaslov: „Transformig urban watershad in resilient landscapes”. Tutor: prof. Serena Baiani.

## Radna biografija
- 1998—2000. Sekreterijat za Razvoj, Vlada Crne Gore, pripravnički staž,
- 2000—2004. RZUP - Republički zavod za urbanizam i projektovanje u Podgorici,
- 2004—2008. Arhitektonski fakultet Univerziteta Crne Gore u Podgorici – Asistent u nastavi na predmetima: Enterijer 1, Enterijer 2, Enterijer 3, Arhitektonska Grafika, Javni objekti u klasi prof. Aleksandra Radojevića.
- 2008—2024. Studio Synthesis architecture & design, osnivač i vodeći arhitekta[2]
- 2011—2014. Univerzitet „” u Rimu, istraživač na doktorskim studijama
- 2015. Arhitektonski fakultet u Beogradu, istraživač, asistent u nastavi na Studijama za urbani dizajn na 3. godini.
- 2016—2018. Arhitektonski fakultet Univerziteta Crne Gore u Podgorici, Gostujući profesor na predmetu Urbani dizajn, Specijalističke studije
- 2018—2019. Ministarstvo održivog razvoja i turizma, Vlada Crne Gore. Kustos Crnogorskog Paviljona na 16. Bijenalu Arhitekture u Veneciji.
- 2020—2024. Naučni inistutut „Panarchy 11 – Research for Resilinece”, osnivač i član naučnog odbora.

## Izdvojena učešća na međunarodnim stručnim skupovima i konferencijama
- 2024. Treći Dani arhitekture u Crnoj Gori, tema: „LIMITLESS”, Predavač po pozivu, Muzički centar Crne Gore, Podgorica.[5]
- 2024. . Predavač po pozivu, naziv predavanja: „: ”.
- 2024. Univerzitet „La Sapienza”, Rim, Italija; Predavač po pozivu na magistrskim studijama „master’s in architecture and urban regeneration”, klasa prof. Mose Ricci.
- 2022. , Beograd; Predavač po pozivu: SONJA RADOVIĆ-JELOVAC –
- 2021. Univerzitet Donja Gorica – Politehika, u okviru događaja „Čudesa” (21.12.2021) u Preduzetničkom gnijezdu predavanje po pozivu „Razvoj biznisa u arhitekturi i građevinarstvu”
- 2020. „SHARE Ljubljana 2020, Lead architects and contractors”, Predavač po pozivu na međunarodnoj arhitektonskoj manifestaciji, Ljubljana.
- 2019. ŽAD Treća izložba ženskog arhitektonskog stvaralaštva 3—9. decembar, S.R. Jelovac, jedan od panelista u okviru 3. godišnje izložbe Ženskog arhitektonskog društva ŽAD na tribini „VIŠESLOJNOST– ARHITEKTE U KREATIVNIM DISCIPLINAMA”.
- 2019. ASK Arhitektonski Studentski Kongres 2019 Crna Gora; Predavač po pozivu; 10. maj, 2019, Centar za kulturu Kolašin.
- 2019. Konferencija u okviru 16. Bijenala arhitekture u Veneciji; 6. oktobar 2019. Učesnik i domaćin konferencije: „Biennale session Emerging Resilience: S.O.D.A. I Sustainable Open Design Award”; Organizator: DICAM/Department of Civil, Mechanical and Environmental Engineering of the University of Trento, ispred crnogorskog tima predstavljanja i Ministrastva održivog razvoja i turizma Crne Gore.
- 2018. Radionica na 16. Bijenalu arhitekture u Veneciji pod nazivom: „Biennale session, Montenegro pavilion; Emerging resilience - Botanical glossary Workshop”. Programski direktor, organizator i mentor radionice: Dr Sonja Radović Jelovac, Ministrastvo održivog ratvoja i turizma Crne Gore.
- 2019. Balkanski Arhitektonski Bijenale BAB 2019. Predavač po pozivu u okviru najavne sesije „Kritičko dekodiranje”, Bioskop Balkan, Beograd.
- 2017. , 07—09. jun 2017; Kategorija T3 Holistic Environmental, Hong Kong.

## Izdvojene izložbe
- 2024. 5. Izložba ŽAD - Žensko arhitektonsko društvo; Tema izložbe „Oživljavanje”, Beograd,
- 2023. , Art Design and Urban Studies, Atina, Grčka.
- 2023. 6. Balkansko arhitektonsko Bijenale, BAB 2023- BACK TO THE ROOTS, Muzej grada Beograda, Beograd.
- 2023. 45. Salon arhitekture, Muzej primenjene umetnosti u Beogradu. Izložba- kategorija: Arhitektura/Realizacije, Beograd.
- 2023. 32. Međunarodni Salon urbanizma, Niš.
- 2022. 44. Salon arhitekture, Muzej primenjene umetnosti u Beogradu; kategorija: Arhitektura/Realizacije, Beograd.
- 2022. Izložba u okviru Prvih Dana arhitekture Crne Gore, Muzički centar Crne Gore, Podgorica
- 2022. 32. Međunarodni Salon urbanizma, Čačak
- 2021.  - U okviru kategorije „Sustainbilty” U paviljonu Crne Gore izložen istraživački projekat” Resilient River Park Breza”; Rukovodlac istraživačkog tima ispred Naučne ustanove Naučni institut „PANARCHY 11” – Research for Resilience, Dubai.
- 2019. 41. Salon arhitekture, Muzej primenjene umetnosti u Beogradu; Kategorija: Arhitektura/Realizacije; Projekat turističkih vila „The Two” izabran od strane selekciong žirija, Beograd.
- 2019. 41. Salon arhitekture, Muzej primenjene umetnosti u Beogradu. Kategorija: publikacije, monografije. Prikazana monografija: „Emerging resilience: re-imagining voids through sharing values”. Monografija o Crnogorskom projektu predstavljanja na 16. Bijenalu arhitekture u Veneciji; Urednice: dr Sonja Radović Jelovac i dr Elisa C. Cattaneo; Izdavač: Ministarstvo održivog razvoja i turizma Crne Gore, Beograd.
- 2019. 41. Salon arhitekture, Muzej primenjene umetnosti u Beogradu; kategorija: Enterijer/Realizacije. Projekat izabran od strane selekciong žirija: „Adaptacija bivše upravne zgrade fabrike obuće „Košuta” za potrebe smještaja Biznis inkubatora i inovativnog centra”, Beograd.
- 2019. Druga izložba Ženskog Arhitektonskog društva ŽAD, Beograd, kategorija: Arhitektura
- 2019.  Balkansko Arhitektonsko Bijenale BAB, Bioskop Balkan u Beogradu, Izložba/revijalni dio
- 2019. Dani Arhitekture u Banjaluci „Re:Housing”, Bosna i Hercegovina, kategorija: Stanovanje, Banja Luka
- 2019. 28. Međunarodni salon urbanizma, Niš; Kategorija: Urbanistički projekti i realizacije; Projekat: Urbani dizajn waterfront-a u zahvatu državne studije lokacije „Sektor 51 – Čanj”, Opština Bar.
- 2018. Treći Crnogorski Salon Arhitekture, Podgorica, izložba; Kategorija: Arhitektura.
- 2017. Prva izložba Ženskog Arhitektonskog društva ŽAD, Beograd, kategorija: Arhitektura; projekti: „Contemporary Chalet Jelovac” i „Urban design for Waterfront Djuraševići”.
- 2016. 38. Salon arhitekture u Beogradu; od strane selekconog žirija izabrana četiri projekta za izlaganje: Savremeni Chalet Jelovac u Kolašinu, Enterijer Poslovnog prostora i  u Podgorici, Projekat turističke vile „SML” u Krašićima, Urbani dizajn „Watrefront Đuraševići”.

## Bibliografija
- „”, autor: Sonja Radović Jelovac, Sustainable Development and Planning VI, urednici: C.A. Brebbia, Wessex Institute of Technology, UK, strana 37-55. ISBN 978-1-84564-714-8, eISBN 978-1-84564-715-5, 2013.[6]
- „”.  (16; Venice, Italy; 2018), Urednice: dr Sonja Radović Jelovac i dr Elisa C. Cattaneo. Izdavač: Ministarstvo održivog razvoja i turizma Crne Gore, ISBN 978-9940-50-22-9 COBISS.CG-ID 35697168, 2018.[7]
- ,  - , autor: Sonja Radović Jelovac, „Conference proceeding The 4th Interenational Conference S.ARCH 2017” , kategorija: , broj rada 2.11. 2017.[8]
- ,  „”. autor: Sonja Radović Jelovac „Conference proceeding The 4th Interenational Conference S.ARCH 2017”, kategorija: , broj rada: 3.05.; 2017.[8]
- Film „”, urednice filma: Sonja Radović Jelovac i Ema Alihodžić Jašarović, osmišljen za potrebe 4. Balkanskog arhitektonskog bijenala sa temom „Decoding Balkan” - BAB 2019. Produkcija: DAA Montenegro, 2019.
- ”, ko-autor poglavlja „Chapter 3 Roman landscapes and selected Portraits”.[9]
- „Pažljiva kreacija po mjeri prirode: predstavljamo nagrađeni projekat Sonje Radović Jelovac” Mandić, Svetlana[10]
- „Snažna simbolika i dinamična komunikacija sa okruženjem: razgovor: arhitekta Sonja Radović-Jelovac”, kustos crnogorske postavke na Bijenalu arhitekture u Veneciji, Radović-Jelovac, Sonja[11]
- „Lokalni kvalitet internacionalnih razmjera”: intervju: dr Sonja Radović Jelovac, direktorica arhitektonskog studija „”, Radović Jelovac, Sonja[12]
- „Arhitektura mora da osluškuje prirodu: Sonja Radović Jelovac, direktorica arhitektonskog studija „”, Radović Jelovac, Sonja[13]
- Studio Synthesis - priča o prostoru: intervju Радовић-Јеловац, Соња ; Рашовић, Тамара[14]
- „Suživot između luka i gradova: arhitektica Sonja Radović-Jelovac na balkanskom arhitektonskom bijenalu”, Симуновић, Влатко [15]

Naučno-obrazovne emisije
- „: Crna Gora na 16. Bijenalu arhitekture u Veneciji”, urednik: Tanja Piperović[16]
- „Iskorak - Crnogorska arhitektura 21. vijeka”, urednik: Tanja Piperović[17]
- „Crna Gora na Balkanskom arhitektonskom bijenalu”, decembar 2019. Urednik: Tanja Piperović[18]

## Nagrade i priznanja
- 2024. Nagrada Dana arhitekture 2023/2024, Crna Gora. Pobjednik u kategoriji „Komercijalni objekti” za Idejno rješenje komercijalnog objekta „KAP Mall” u Podgorici, Studio Synthesis architecture & design.
- 2024.  - Nominacija za Internacionalnu nagradu za Arhitekturu Mies Van Der Rohe za 2024. godinu za objekat „Betula Design Centre”.[19]
- 2024.  Ljubljana, Slovenija, Pobjednik u kategoriji „”[20]
- 2024. , Pobjednik u kategoriji „Commercial & Offices” za objekat Betula Design Centre, Opština Kotor[21]
- 2024. , Pobjednik u kategoriji „”[22]
- 2024. , Bilabo, Španija, Počasno priznanje, „”  / [23]
- 2024.  / STUDIO SYNTHESIS architecture & design[24]
- 2023. , Bilabo, Španija, Počasno priznanje, „”  / [25]
- 2023.  / Category Professional London Creative Awards, za vilu Madragora, Opština Kotor[26]
- 2023. , Srebrni pobjednik u kategoriji rezidencijalna arhitektura, „Silver winner in Residential Architecture Design” / Single/Family Dwelling[27]
- 2023. , Srebrni pobjednik u kategoriji „Objekat godine” (Silver winner in Building Of The Year / Mixed Use International Design Awards)[28]
- 2023. . .[29]
- 2023. 32. Međunarodni Salon urbanizma, Priznanje za Projektno istraživanje „Master plan Monte ALMA”, Inđija, Srbija, Studio Synthesis u saradnji sa Naučnim Institutom „Panarchy 11 – Research for Resilience” u kategoriji: „Istraživanja, studije i projekti iz oblasti zaštite prirode, zaštite predela, zaštite životne sredine i pejzažne arhitekture”. (novembar, 2023. Niš)
- 2022.  - Pobjednik u kategoriji Arhitektonski projekti – Betula Design Center, Tivat, Architecture Materprize 2022 International Design Award Gugenhajm Bilbao, Španija, Architecture Masterprize Winner Betula Design Center / STUDIO SYNTHESIS architecture & design[30]
- 2022. , Meksiko; Nominacija, Projekat finalista: Rezidencijalni kompleks „Zain Park”, Opština Podgorica
- 2022. 31. Međunarodni Salon urbanizma, Čačak; Priznanje za projektno istraživanje „Living LAB BREZA” – Rezilijenetni riječni park, Opština Kolašin, Studio Synthesis u saradnji sa Naučnim Institutom „Panarchy 11 – Research for Resilience”; Kategorijia „Istraživanja, studije i projekti iz oblasti zaštite prirode, zaštite predela, zažtite životne sredine i pejzažne arhitekture”.
- 2022. , Ljubljana, Slovenija; ”Winner, Touristic villa ‘S,M,L’, Tivat, Architecture, Residential architecture”[31]
- 2022. , Ljubljana, Slovenija, Winner Betula Design Center, Kotor,
- 2022. Nominacija za Internacionalnu nagradu za Arhitekturu Mies Van Der Rohe za 2022.godinu Mies Van Der Rohe 2022, za turističke vile „The Two”, Opština Tivat.[32]
- 2021. , Meksiko - „Chalet Jelovac” Druga nagrada u kategoriji „Rezidencijalno stanovanje” za Internacionalnu CEMEX Building Award 2021.
- 2021.  – V Balkansko arhitektonsko Bijenale, Beograd, Druga Nagrada za projekat „Bobotov Hotel&Resort”, Žabljak u kategoriji Nerealizovani projekti.
- 2021. , Bilbao, Španija. Počasno prizanje u kategoriji „Rezidencijalna arhitektura” za Turističke vile „The Two” na   „” /
- 2021.  – Nominacija; Poslovni objakt „Betula Design Center”; Internacionalna Piranezi nagrada za arhitekturu u Piranu, Slovenija
- 2021.  - U okviru kategorije „”Sustainbilty” - Pavilion of Montenegro, kandidovan i predstavljeno istraživanje „Resilient River Park Breza”, Scientific Institute „PANARCHY 11” – Research for Resilience[33]
- 2020. 42. Salon arhitekture u Beogradu, „Priznanje u kategoriji Gost salona” Muzej primenjene umetnosti u Beogradu. Izložba - kategorija: Arhitektura, Realizacije Projekat „Uslužno-servisni objekti u sklopu planinskog centra Kolašin 1600”[34]
- 2020. , Ljubljana, Slovenija. Pobjednik u kategoriji Arhitektonski projekti, ,
- 2020. , German Design Award Winner in category Architecture - Excellent Architecture (2020) za „Chalet Jelovac” Frankfurt, Njemačka,
- 2020. , Japan; Arhitektonska realizacija vile „Ville The Two” u Tivtu je nominovana za nagradu „S.ARCH 2020 Architecture awards” (shortlist for the S.ARCH 2020 architecture awards)
- 2019. Nagrada Ženskog arhitektonskog društva ŽAD, izložba Višeslojnost, Beograd. Prva nagrada u kategoriji „Komunikacije” za monografiju „Emerging Resilience: Reimagining voids through sharing values: woman under the umbrella”. Urednice: dr Sonja Radović Jelovac, dr Elisa C. Cattaneo.[35]
- 2019. ¸ International Design Award, Bilbao, Španija, Pobjednik u kategoriji Arhitektonski projekti/Rezidencijalna arhitektura za objekat Contemporary Chalet Jelovac, Kolašin, Crna Gora[36]
- 2019. . Nagrada za izvedeni enterijer za projekat enterijera „Adaptacija bivše upravne zgrade fabrike obuće „Košuta” za potrebe smještaja biznis inkubatora i inovativnog centra” u kategoriji Kancelarijski prostori.
- 2019.  – City and community Ljubljana, Slovenija. Nagrada za projekte od drveta za projekat „Uslužno-servisni objekti u sklopu planinskog centra Kolašin 1600” u kategoriji „Grad i zajednica”,
- 2018. , Ljubljana, Slovenija, Nagrada za arhitekturu za „Contemporary Chalet Jelovac” u kategoriji Rezidencijalna arhitektura,[37]
- 2017. , Hong Kong; Počasno priznanje na konferenciji S.Arch 2017 u Hong Kongu, za projekat „” u kategoriji Idejni projekti.
- 2017.  Balkanski arhitektonski bijenale; Grand prix za Arhitekturu na Balkanskom Arhitektonskom Bijenalu 2018 za projekat „Novo Groblje”, Opština Podgorica,
- 2017.  Balkanski arhitektonski bijenale; Počasno priznanje za arhitekturu na Balkanskom Arhitektonskom Bijenalu 2018 za realizaciju vile „Laurus”, Strp, Boka Kotorska,
- 2017.  Balkanski arhitektonski bijenale; Počasno priznanje u kategoriji Urbanizam za urbanistički projekat „Novo Groblje”, Opština Podgorica,
- 2016. Priznanje salona na 38. Salonu Arhitekture u Beogradu za „otvorenost ka pejzažu” za urbanističko-arhitektonsko rješenje „Waterfront Đuraševići”, Opština Tivat,
- 2016. Prva nagrada na 25. Salonu Urbanizma u Sremskoj Mitrovici; nagrada u kategoriji Konkursi za Idejno urbanističko-arhitektonsko rješenje Uređenja terena za Marinu sa svjetionikom na Luštici,
- 2016. Druga nagrada na 25. Salonu Urbanizma u Sremskoj Mitrovici, nagrada u kategoriji Urbani dizajn za Urbanistički projekat Novog Groblja u Podgorici,
- 2016. Specijalna nagrada za projekat „” u kategoriji Idejni projekti na Internacionalnoj Konferenciji S.Arch 2016, Budva,
- 2015. Druga nagrada na  Balkanskom Arhitektonskom Bijenalu 2015 za realizaciju enterijera poslovnog prostora i  u Podgorici,
- 2015. Treća nagrada na  Balkanskom Arhitektonskom Bijenalu 2015 za multidisciplinarni integralni urbani dizajn i rekvalifikaciju javnih prostora uz vodu „AT THE EDGE. A new dynamic waterfront in Montenegro”,
- 2014. Prva nagrada na 23. Salonu urbanizma u Beogradu u kategoriji detaljne regulacije za „Detaljni Urbanistički Plan „Pržno-Kamenovo II”, Budva, Crna Gora,
- 2014. Prva nagrada na 23. Salonu urbanizma u Beogradu u kategoriji Urbanistički projekti za „Ambijentalnu i urbanu rekvalifikaciju obalnog šetališta Pine u Tivtu”, Budva, Crna Gora,
- 2013. Prva nagrada na Prvom Crnogorskom Salonu Arhitekture u kategoriji Projekti, za projekat „Lungomare Đuraševići – projekat obalnog šetališta u zahvatu Lokalne Studije Lokacije „Sektor 27-28”, Đuraševići, Opština Tivat”.
- 2005. 27. Salon arhitekture u Beogradu, Muzej primenjene umetnosti, Beograd. Priznanje u kategoriji „Urbanizam” Sonji Radović za „Urbanistički projekat urbane i ambijentalne rekvalifikacije obala rijeke Morače u Podgorici”.[2]

## Galerija
- Dizajn centar „Betula”, Kotor (Crna Gora)
- Dizajn centar „Betula”, Kotor (Crna Gora)
- Ski Centar 1600, Restoran "Troglava", Kolašin (Crna Gora)
- Porodična kuća „Chalet Jelovac”, Kolašin (Crna Gora)
- Porodična kuća „Chalet Jelovac”, Kolašin (Crna Gora)
- Porodična kuća „Chalet Jelovac”, Kolašin (Crna Gora)

- Vila „Mandragora”, Kotor (Crna Gora)
- Vila „Mandragora”, Kotor (Crna Gora)
- Vila „S,M,L”, Tivat (Crna Gora)
- Vila „S,M,L”, Tivat (Crna Gora)

- Vila „The Two”, Tivat (Crna Gora)
- Vila „The Two”, Tivat (Crna Gora)

## Spoljašnje veze
- Zvanična prezentacija
- „Intervju: Sonja Radović Jelovac”. RYL magazin. Приступљено 26. 3. 2025.
- „Dr Sonja Radović Jelovac Exclusive Interview  DESIGN/ARCHITECTURE/FASHION”. ISSUU (“The Collection”, Montenegro vol. 21): 212-223. 2018. Приступљено 26. 3. 2025.
- Medaković, Mia (2025). „Interview: Sonja Radovic Jelovac - “Architecture. Between strength and sensibility””. RYL Magazine. Приступљено 26. 3. 2025.(језик: енглески)
- „dr Sonja Radović Jelovac – Architectura - Exhibition Jury President”. BAB 2019. Приступљено 21. 3. 2025.(језик: енглески)
- „This Haystack-Inspired Home in Montenegro Is Sharp as a Tack”. dwell. Приступљено 21. 3. 2025.(језик: енглески)
- „Tourist Villas The TWO / STUDIO SYNTHESIS architecture & design Houses • Tivat, Montenegro”. ArchDaily. Приступљено 21. 3. 2025.(језик: енглески)
- „Touristic Villa ‘S, M, L’ / STUDIO SYNTHESIS architecture & design”. ArchDaily. Приступљено 21. 3. 2025.(језик: енглески)
- „Podgorički KAP Mall: Spoj industrijskih elemenata i odvažnog fasadnog omotača”. Gradnja. Приступљено 21. 3. 2025.
- „Restoran Troglava koji se stopio s konturama pejzaža”. Gradnja. Приступљено 21. 3. 2025.
- „Vila u srcu lovorove šume u Bokokotorskom zalivu”. Gradnja. Приступљено 21. 3. 2025.
- „Dve vile u Đuraševićima / Studio Synthesis”. Gradnja. Приступљено 21. 3. 2025.
- „Hotel Bobotov na Žabljaku inspirisan tradicionalnom durmitorskom kućom”. Gradnja. Приступљено 21. 3. 2025.
- „Vila u Tivtu: Kada se arhitektura i enterijer spoje u jedno”. Gradnja. Приступљено 21. 3. 2025.
- „Pasivna kuća u Kolašinu inspirisana plastom sena”. Gradnja. Приступљено 21. 3. 2025.
- „Luksuzno, a priuštivo: Ovako izgleda naselje Zain Park u Podgorici”. Gradnja. Приступљено 21. 3. 2025.
- „Autentična fasada na zgradi kod Kotora inspirisana brezama”. Gradnja. Приступљено 21. 3. 2025.
- „EVOLUCIJA PEJZAŽA: Industrijska prošlost kao inspiracija za savremenu arhitekturu”. Časopis Prostor. Приступљено 21. 3. 2025.
- „Infrastruktura vs arhitektura”. Časopis Prostor. Приступљено 21. 3. 2025.
- „Između kamena i stakla: Villa Mandragora”. Časopis Prostor. Приступљено 21. 3. 2025.
- „Vile “THE TWO” / Studio Synthesis”. Časopis Prostor. Приступљено 21. 3. 2025.
- „PINE TREE RESORT designed by STUDIO SYNTHESIS”. Časopis Prostor. Приступљено 21. 3. 2025.
- „Turističko naselje “Žukovica”, Kotor designed by STUDIO SYNTHESIS”. Časopis Prostor. Приступљено 21. 3. 2025.
- „“Bobotov Hotel&Resort” / Studio Synthesis”. Časopis Prostor. Приступљено 21. 3. 2025.
- „Villa Mandragora, Orahovac, Montenegro by STUDIO SYNTHESIS architecture & design”. Amazing Architecture. Приступљено 21. 3. 2025.(језик: енглески)
- „Tourist Villas ‘’The Two’’, Djurasevici, Montenegro by STUDIO SYNTHESIS architecture & design”. Amazing Architecture. Приступљено 26. 3. 2025.(језик: енглески)
- „Touristic Villa “S, M, L” in Tivat, Montenegro by STUDIO SYNTHESIS architecture & design”. Amazing Architecture. Приступљено 26. 3. 2025.(језик: енглески)
- „Impresivna CG postavka”. Vijesti. Приступљено 25. 3. 2025.
- „Saopštenje: Svečano otvoren crnogorski paviljon na 16. Bijenalu arhitekture u Veneciji”. Vlada Crne Gore. Приступљено 25. 3. 2025.
- „Kritičko dekodiranje – Balkanski arhitektonski bijenale 2019”. Gradnja. Приступљено 25. 3. 2025.
- „Čisti plesni trokorak”. Vijesti. Приступљено 25. 3. 2025.